# Carl Jakob Jakobson
Carl Jakob Jakobson i riksdagen kallad Jakobson i Karlshult, född 27 oktober 1839 i Godegårds socken, Östergötlands län, död 9 juni 1907 på Karlslund i Motala, var en svensk godsägare och riksdagsman.
Jakobson var ägare till godset Karlshult i Östergötland. I riksdagen var han ledamot av andra kammaren 1885-1905 och skrev 31 egna motioner, bland annat om jordbruksfrågor, utvandringen, skydd för arombetsavtal och inrättande av egna hem för mindre bemedlade.